# Список Героев Советского Союза (Опалев — Ощепков)
В настоящем списке представлены в алфавитном порядке все Герои Советского Союза, чьи фамилии начинаются с буквы «О» (всего 245 человек, из них двое удостоены звания дважды). Список содержит даты Указов Президиума Верховного Совета СССР о присвоении звания, информацию о роде войск, должности и воинском звании Героев на дату представления к присвоению звания Героя Советского Союза, годах их жизни.
Ударения в фамилиях Героев приведены по книге «Герои Советского Союза: Краткий биографический словарь / Пред. ред. коллегии И. Н. Шкадов. — М.: Воениздат, 1988. — Т. 2 /Любов — Ящук/. — 863 с. — 100 000 экз. — ISBN 5-203-00536-2.».
- Персиковым цветом  в таблице выделены Герои, удостоенные звания дважды и более раз.
- Серым цветом  в таблице выделены Герои, представленные к званию посмертно.

| Навигационная таблица | Навигационная таблица              |
| --------------------- | ---------------------------------- |
| «О»                   | Обедняк Николай — Опалев Александр |
| «О»                   | Опалев Алексей — Ощепков Андрей    |

| № п/п | Фамилия Имя Отчество                                                                     | Дата Указа            | Род войск    | Должность | Звание                                    | Годы жизни                                   | БС ГС НЛ                        |
| ----- | ---------------------------------------------------------------------------------------- | --------------------- | ------------ | --- | ----------------------------------------- | -------------------------------------------- | ------------------------------- |
| 126   | Опа́лев Алексей Константинович                                                            | 15.01.1944            | пехота       | командир отделения 29-го гвардейского стрелкового полка 12-й гвардейской стрелковой дивизии 61-й армии Центрального фронта | гвардии младший сержант                   | 17.03.1925 — 06.10.1943                      | [ БС 1 ] [ ГС 1 ] [ НЛ 1 ]      |
| 127   | Опалёв Владимир Никифорович                                                              | 13.04.1944            | авиация      | командир эскадрильи 622-го штурмового авиационного полка 214-й штурмовой авиационной дивизии 2-го смешанного авиационного корпуса 4-й воздушной армии Отдельной Приморской армии                                                      | старший лейтенант                         | 17.08.1919 — 28.03.1994                      | [ БС 2 ] [ ГС 2 ] [ НЛ 2 ]      |
| 128   | Опалёв Иван Васильевич                                                                   | 24.03.1945            | артиллерия   | командир 40-го гвардейского отдельного миномётного дивизиона 7-го механизированного корпуса 2-го Украинского фронта | гвардии майор                             | 12.10.1906 — 10.01.1956                      | [ БС 3 ] [ ГС 3 ] [ НЛ 3 ]      |
| 129   | Опа́рин Александр Яковлевич                                                               | 20.09.1982            | комиссар     | заместитель по политической части командира 191-го отдельного мотострелкового полка 40-й армии ограниченного контингента советских войск в Афганистане                                                                                | майор                                     | 28.02.1948 — 17.05.1982                      | ——                              |
| 130   | Опла́чко Александр Алексеевич                                                             | 23.10.1943            | пехота       | пулемётчик 955-го стрелкового полка 309-й стрелковой дивизии 40-й армии Воронежского фронта | красноармеец                              | 13.10.1924 — 22.09.1943                      | [ БС 3 ] [ ГС 5 ] [ НЛ 4 ]      |
| 131   | Опле́снин Николай Васильевич коми Оплеснин Николай Васильевич                             | 27.12.1941            | пехота       | помощник начальника оперативного отдела штаба 111-й стрелковой дивизии 52-й отдельной армии | младший лейтенант                         | 12.12.1914 — 19.03.1942                      | [ БС 3 ] [ ГС 6 ] [ НЛ 5 ]      |
| 132   | Опроки́днев Борис Константинович                                                          | 15.05.1946            | авиация      | старший лётчик-наблюдатель 511-го отдельного разведывательного авиационного полка 5-й воздушной армии 2-го Украинского фронта | старший лейтенант                         | 05.10.1921 — 02.04.1945                      | [ БС 3 ] [ ГС 7 ] [ НЛ 6 ]      |
| 133   | Опры́шко Николай Александрович                                                            | 27.06.1945            | авиация      | командир звена 155-го гвардейского штурмового авиационного полка 9-й гвардейской штурмовой авиационной дивизии 1-го гвардейского штурмового авиационного корпуса 2-й воздушной армии 1-го Украинского фронта                          | гвардии старший лейтенант                 | 21.03.1922 — 23.12.2007                      | [ БС 3 ] [ ГС 8 ] [ НЛ 7 ]      |
| 134   | Орги́н Константин Петрович                                                                | 05.10.1944            | пехота       | пулемётчик 219-го стрелкового полка 11-й стрелковой дивизии 2-й ударной армии Ленинградского фронта | младший сержант                           | 10.07.1910 — 05.10.1964                      | [ БС 4 ] [ ГС 9 ] [ НЛ 8 ]      |
| 135   | Орёл Иван Яковлевич укр. Орел Іван Якович                                                | 25.09.1944            | артиллерия   | командир батареи 40-го стрелкового полка 102-й стрелковой дивизии 48-й армии 1-го Белорусского фронта | капитан                                   | 08.02.1914 — 27.06.1944                      | [ БС 5 ] [ ГС 10 ] [ НЛ 9 ]     |
| 136   | Орёл Степан Фёдорович укр. Орел Степан Федорович                                         | 31.05.1945            | пехота       | стрелок 1069-го стрелкового полка 311-й стрелковой дивизии 61-й армии 1-го Белорусского фронта | красноармеец                              | 1913 — 17.03.1945                            | [ БС 5 ] [ ГС 11 ] [ НЛ 10 ]    |
| 137   | Оре́хов Алексей Егорович                                                                  | 23.10.1943            | пехота       | стрелок 569-го стрелкового полка 161-й стрелковой дивизии 40-й армии Воронежского фронта | красноармеец                              | 15.03.1915 — 29.07.1988                      | [ БС 5 ] [ ГС 12 ] [ НЛ 11 ]    |
| 138   | Оре́хов Владимир Александрович                                                            | 01.05.1943            | авиация      | командир звена 32-го гвардейского истребительного авиационного полка 210-й истребительной авиационной дивизии 1-го истребительного авиационного корпуса 3-й воздушной армии Калининского фронта                                       | гвардии старший лейтенант                 | 08.01.1921 — 04.02.1997                      | [ БС 5 ] [ ГС 13 ] [ НЛ 12 ]    |
| 139   | Оре́хов Владимир Викторович                                                               | 31.07.1969            | пехота       | пулемётчик 199-го мотострелкового полка 135-й мотострелковой дивизии 45-го армейского корпуса Дальневосточного военного округа | младший сержант                           | 31.12.1948 — 15.03.1969                      | ——                              |
| 140   | Оре́хов Иван Васильевич                                                                   | 22.02.1944            | пехота       | пулемётчик 307-го гвардейского стрелкового полка 110-й гвардейской стрелковой дивизии 37-й армии Степного фронта | гвардии красноармеец                      | 1925 — 25.10.1943                            | [ БС 5 ] [ ГС 15 ] [ НЛ 13 ]    |
| 141   | Оре́хов Пётр Иванович укр. Орєхов Петро Іванович                                          | 10.01.1944            | танкист      | командир 125-го танкового батальона 44-й гвардейской танковой бригады 11-го гвардейского танкового корпуса 1-й танковой армии 1-го Украинского фронта                                                                                 | гвардии майор                             | 15.09.1914 — 15.01.1981                      | [ БС 5 ] [ ГС 16 ] [ НЛ 14 ]    |
| 142   | Оре́хов Сергей Яковлевич                                                                  | 24.03.1945            | артиллерия   | командир огневого взвода 1187-го истребительного противотанкового артиллерийского полка 25-й отдельной истребительно-противотанковой артиллерийской бригады 2-й гвардейской армии 1-го Прибалтийского фронта                          | старший лейтенант                         | 14.04.1921 — 22.07.1995                      | [ БС 6 ] [ ГС 17 ] [ НЛ 15 ]    |
| 143   | Оре́хов Трофим Филиппович                                                                 | 23.10.1943            | артиллерия   | наводчик миномётной роты 835-го стрелкового полка 237-й стрелковой дивизии 40-й армии Воронежского фронта | младший сержант                           | 16.01.1916 — октябрь 1943 (пропал без вести) | [ БС 7 ] [ ГС 18 ] [ НЛ 16 ]    |
| 144   | Оре́шков Сергей Николаевич                                                                | 20.12.1943            | пехота       | командир взвода 124-го гвардейского стрелкового полка 41-й гвардейской стрелковой дивизии 57-й армии Степного фронта | гвардии младший лейтенант                 | 20.06.1916 — 16.08.1943                      | [ БС 7 ] [ ГС 19 ] [ НЛ 17 ]    |
| 145   | Ори́щенко Николай Николаевич                                                              | 16.05.1944            | артиллерия   | командир орудия 6-го гвардейского стрелкового полка 2-й гвардейской стрелковой дивизии Отдельной Приморской армии | гвардии младший сержант                   | 07.01.1925 — 14.10.2014                      | [ БС 7 ] [ ГС 20 ] [ НЛ 18 ]    |
| 146   | О́рликов Александр Михайлович (Орликов Аншель Моисеевич)                                  | 27.02.1945            | танкист      | командир роты танков Т-34 44-й гвардейской танковой бригады 11-го гвардейской танкового корпуса 1-й гвардейской танковой армии 1-го Белорусского фронта                                                                               | гвардии старший лейтенант                 | 1919 — 02.03.1945                            | [ БС 7 ] [ ГС 21 ] [ НЛ 19 ]    |
| 147   | Орло́в Александр Иванович                                                                 | 27.06.1945            | авиация      | командир эскадрильи 5-го гвардейского истребительного авиационного полка 11-й гвардейской истребительной авиационной дивизии 2-го гвардейского штурмового авиационного корпуса 2-й воздушной армии 1-го Украинского фронта            | гвардии старший лейтенант                 | 15.08.1913 — 26.10.1989                      | [ БС 7 ] [ ГС 22 ] [ НЛ 20 ]    |
| 148   | Орло́в Александр Игнатьевич укр. Орлов Олександр Гнатович                                 | 31.05.1945            | артиллерия   | командир батареи 132-го гвардейского артиллерийского полка 60-й гвардейской стрелковой дивизии 5-й ударной армии 1-го Белорусского фронта                                                                                             | гвардии старший лейтенант                 | 26.05.1918 — 26.03.1994                      | [ БС 7 ] [ ГС 23 ] [ НЛ 21 ]    |
| 149   | Орло́в Борис Антонович                                                                    | 11.10.1974            | авиация      | лётчик-испытатель ОКБ имени А. И. Микояна | —                                         | 09.01.1934 — 30.10.2000                      | ——                              |
| 150   | Орло́в Василий Фёдорович                                                                  | 06.04.1945            | танкист      | командир 6-го гвардейского механизированного корпуса 4-й гвардейской танковой армии 1-го Украинского фронта | гвардии полковник                         | 28.02.1916 — 18.03.1945                      | [ БС 8 ] [ ГС 25 ] [ НЛ 22 ]    |
| 151   | Орло́в Виктор Николаевич                                                                  | 28.09.1943            | авиация      | штурман 113-го гвардейского истребительного авиационного полка 10-й гвардейской истребительной авиационной дивизии 10-го истребительного авиационного корпуса 2-й воздушной армии Воронежского фронта                                 | гвардии капитан                           | 1917 — 09.12.1943                            | [ БС 9 ] [ ГС 26 ] [ НЛ 23 ]    |
| 152   | Орло́в Виталий Дмитриевич                                                                 | 31.05.1945            | авиация      | командир звена эскадрильи истребителей 98-го отдельного корректировочно-разведывательного авиаполка Главного командования ВВС Красной Армии                                                                                           | старший лейтенант                         | 15.04.1923 — 02.09.2014                      | [ БС 9 ] [ ГС 27 ] [ НЛ 24 ]    |
| 153   | Орло́в Иван Михайлович                                                                    | 01.11.1943            | пехота       | командир 509-го стрелкового полка 236-й стрелковой дивизии 46-й армии Юго-Западного фронта | полковник                                 | 27.01.1900 — 11.08.1970                      | [ БС 9 ] [ ГС 28 ] [ НЛ 25 ]    |
| 154   | Орло́в Иван Петрович укр. Орлов Іван Петрович                                             | 24.03.1945            | пехота       | стрелок 743-го стрелкового полка 131-й стрелковой дивизии 2-й ударной армии Ленинградского фронта | красноармеец                              | 01.05.1911 — 15.06.1985                      | [ БС 9 ] [ ГС 29 ] [ НЛ 26 ]    |
| 155   | Орло́в Константин Николаевич                                                              | 07.04.1940            | авиация      | командир эскадрильи 31-го скоростного бомбардировочного авиационного полка 16-й скоростной бомбардировочной авиационной бригады ВВС 7-й армии Северо-Западного фронта                                                                 | капитан                                   | 1908 — 11.03.1940                            | [ БС 9 ] [ ГС 30 ] [ НЛ 27 ]    |
| 156   | Орло́в Леонид Александрович                                                               | 29.08.1939            | авиация      | командир эскадрильи 70-го истребительного авиационного полка 100-й смешанной авиационной бригады 1-й армейской группы | старший лейтенант                         | 25.08.1911 — 15.03.1943                      | ——                              |
| 157   | Орло́в Михаил Егорович                                                                    | 24.03.1945            | пехота       | командир пулемётного расчёта 848-го стрелкового полка 267-й стрелковой дивизии 51-й армии 4-го Украинского фронта | старшина                                  | 13.11.1911 — 07.05.1944                      | [ БС 9 ] [ ГС 32 ] [ НЛ 28 ]    |
| 158   | Орло́в Михаил Иванович                                                                    | 24.03.1945            | пехота       | командир роты 125-го гвардейского стрелкового полка 43-й гвардейской стрелковой дивизии 22-й армии 2-го Прибалтийского фронта | гвардии капитан                           | 21.11.1918 — 03.08.1944                      | [ БС 9 ] [ ГС 33 ] [ НЛ 29 ]    |
| 159   | Орло́в Михаил Петрович                                                                    | 29.06.1945            | авиация      | штурман эскадрильи 7-го гвардейского авиационного полка 54-й авиационной дивизии Авиации дальнего действия | гвардии майор                             | 25.10.1907 — 02.02.2001                      | [ БС 10 ] [ ГС 34 ] [ НЛ 30 ]   |
| 160   | Орло́в Михаил Фёдорович                                                                   | 27.02.1945            | танкист      | командир роты танков Т-34 65-й танковой бригады 11-го танкового корпуса 69-й армии 1-го Белорусского фронта | старший лейтенант                         | 11.09.1922 — 27.07.1999                      | [ БС 10 ] [ ГС 35 ] [ НЛ 31 ]   |
| 161   | Орло́в Михаил Яковлевич                                                                   | 15.05.1946            | авиация      | штурман эскадрильи 336-го бомбардировочного авиационного полка 53-й бомбардировочной авиационной дивизии 4-го гвардейского бомбардировочного авиационного корпуса 18-й воздушной армии                                                | гвардии капитан                           | 21.05.1916 — 15.05.1968                      | [ БС 10 ] [ ГС 36 ] [ НЛ 32 ]   |
| 162   | Орло́в Николай Сергеевич (Минаев Гатаулла Мирзагитович) тат. Минаев Гатаулла Мирзаһит улы | 02.05.1945            | партизан     | активный участник партизанской борьбы на Украине, командир подрывной группы партизанского соединения Ровенской области | —                                         | 29.12.1919 — 29.09.1982                      | [ БС 10 ] [ ГС 37 ] [ НЛ 33 ]   |
| 163   | Орло́в Павел Александрович                                                                | 10.04.1945            | пехота       | командир пулемётного расчёта 994-го стрелкового полка 286-й стрелковой дивизии 59-й армии 1-го Украинского фронта | старший сержант                           | 24.07.1923 — 18.01.1945                      | [ БС 10 ] [ ГС 38 ] [ НЛ 34 ]   |
| 164   | Орло́в Павел Иванович                                                                     | 24.07.1943            | авиация      | заместитель командира эскадрильи 2-го гвардейского истребительного авиационного полка 6-й истребительной авиационной бригады ВВС Северного флота                                                                                      | гвардии капитан                           | 28.02.1914 — 15.03.1943                      | [ БС 10 ] [ ГС 39 ] [ НЛ 35 ]   |
| 165   | Орло́в Пётр Иванович                                                                      | 18.08.1945            | авиация      | командир звена 707-го штурмового авиационного полка 189-й штурмовой авиационной дивизии 17-й воздушной армии 3-го Украинского фронта                                                                                                  | лейтенант                                 | 16.01.1923 — 03.04.1945                      | [ БС 11 ] [ ГС 40 ] [ НЛ 36 ]   |
| 166   | Орло́в Тимофей Николаевич                                                                 | 03.06.1944            | пехота       | заместитель по строевой части командира 787-го стрелкового полка 222-й стрелковой дивизии 33-й армии Западного фронта | майор                                     | 15.02.1915 — 26.12.1943                      | [ БС 12 ] [ ГС 41 ] [ НЛ 37 ]   |
| 167   | Орло́в Федот Никитович                                                                    | 21.07.1942            | авиация      | командир отряда 21-й отдельной тяжёлой бомбардировочной авиационной эскадрильи Северо-Западного фронта | капитан                                   | 19.02.1913 — 13.02.1988                      | [ БС 12 ] [ ГС 42 ] [ НЛ 38 ]   |
| 168   | Орло́в Яков Никифорович укр. Орлов Яків Никифорович                                       | 23.02.1945            | авиация      | командир звена 11-го отдельного разведывательного авиационного полка 3-й воздушной армии 1-го Прибалтийского фронта | старший лейтенант                         | 25.11.1917 — 08.06.2009                      | [ БС 12 ] [ ГС 43 ] [ НЛ 39 ]   |
| 169   | Орло́вский Кирилл Прокофьевич бел. Арлоўскі Канстанцін Іванавіч                           | 20.09.1943            | нквд         | активный участник партизанской борьбы на территории Белоруссии, командир партизанского разведывательно-диверсионного отряда специального назначения «Соколы»                                                                          | подполковник государственной безопасности | 30.01.1895 — 13.01.1968                      | ——                              |
| 170   | Орло́вский Константин Иванович                                                            | 24.03.1945            | танкист      | командир танкового батальона 41-й танковой бригады 5-го танкового корпуса 2-го Прибалтийского фронта | капитан                                   | 15.12.1913 — 22.07.1944                      | [ БС 12 ] [ ГС 45 ] [ НЛ 40 ]   |
| 171   | Орля́нский Павел Иванович                                                                 | 24.03.1945            | инженер      | командир взвода 258-го инженерно-сапёрного батальона 56-й инженерно-сапёрной бригады 4-й гвардейской армии 3-го Украинского фронта | лейтенант                                 | 12.06.1908 — 25.04.1985                      | [ БС 12 ] [ ГС 46 ] [ НЛ 41 ]   |
| 172   | Орохова́тский Ефим Савельевич                                                             | 27.06.1945            | десантники   | командир 26-го гвардейского воздушно-десантного полка 9-й гвардейской воздушно-десантной дивизии 5-й гвардейской армии 1-го Украинского фронта                                                                                        | гвардии подполковник                      | 15.02.1903 — 25.06.1977                      | [ БС 13 ] [ ГС 47 ] [ НЛ 42 ]   |
| 173   | Орса́ев Егор Орсаевич                                                                     | 10.04.1945            | артиллерия   | командир орудия 683-го артиллерийского полка 214-й стрелковой дивизии 52-й армии 1-го Украинского фронта | сержант                                   | 12.06.1910 — 25.09.1951                      | [ БС 14 ] [ ГС 48 ] [ НЛ 43 ]   |
| 174   | Орты́нский Николай Игнатьевич укр. Ортинський Микола Гнатович                             | 24.12.1943            | артиллерия   | командир 321-го гвардейского истребительно-противотанкового артиллерийского полка 7-й гвардейской истребительно-противотанковой артиллерийской бригады 47-й армии Воронежского фронта                                                 | гвардии майор                             | 19.12.1914 — 10.06.1982                      | [ БС 14 ] [ ГС 49 ] [ НЛ 44 ]   |
| 175   | Осадчи́ев Александр Дмитриевич                                                            | 15.05.1946            | авиация      | командир эскадрильи 43-го истребительного авиационного полка 278-й истребительной авиационной дивизии 3-го истребительного авиационного корпуса 1-й воздушной армии 3-го Белорусского фронта                                          | старший лейтенант                         | 25.04.1919 — 23.03.2001                      | [ БС 14 ] [ ГС 50 ] [ НЛ 45 ]   |
| 176   | Оса́дчий Александр Петрович укр. Осадчий Олександр Петрович                               | 27.06.1945            | генерал      | командир 11-й гвардейской истребительной авиационной дивизии 2-го гвардейского штурмового авиационного корпуса 2-й воздушной армии 1-го Украинского фронта                                                                            | гвардии генерал-майор авиации             | 29.05.1907 — 2.05.1981                       | [ БС 14 ] [ ГС 51 ] [ НЛ 46 ]   |
| 177   | Оса́дчий Алексей Антонович укр. Осадчий Олексій Антонович                                 | 22.02.1944            | пехота       | командир батальона 276-го гвардейского стрелкового полка 92-й гвардейской стрелковой дивизии 37-й армии Степного фронта | гвардии капитан                           | 15.03.1914 — 23.03.1944                      | [ БС 14 ] [ ГС 52 ] [ НЛ 47 ]   |
| 178   | Оса́дчий Денис Матвеевич укр. Осадчий Денис Матвійович                                    | 28.4.1945             | пехота       | командир 6-й гвардейской мотострелковой бригады 5-го гвардейского танкового корпуса 6-й танковой армии 2-го Украинского фронта | гвардии полковник                         | 25.10.1899 — 14.10.1944                      | [ БС 14 ] [ ГС 53 ] [ НЛ 48 ]   |
| 179   | Оса́дчий Семён Кузьмич укр. Осадчий Семен Кузьмович                                       | 31.12.1936            | танкист      | командир взвода танков Т-26 вооружённых сил Испанской Республики | лейтенант                                 | 1904 — 13.11.1936                            | ——                              |
| 180   | Осатю́к Дмитрий Иванович укр. Осатюк Дмитро Іванович                                      | 10.02.1943            | танкист      | командир танковой роты 549-го танкового батальона 61-й танковой бригады 67-й армии Ленинградского фронта | лейтенант                                 | 08.11.1917 — 25.05.1999                      | [ БС 14 ] [ ГС 55 ] [ НЛ 49 ]   |
| 181   | Оси́ев Николай Петрович                                                                   | 24.03.1945            | пехота       | командир роты 588-го стрелкового полка 142-й стрелковой дивизии 23-й армии Ленинградского фронта | старший лейтенант                         | 19.12.1920 — 23.01.1992                      | [ БС 15 ] [ ГС 56 ] [ НЛ 50 ]   |
| 182   | О́син Дмитрий Васильевич                                                                  | 24.03.1945            | пехота       | командир батальона 172-го гвардейского полка 57-й гвардейской стрелковой дивизии 8-й гвардейской армии 1-го Белорусского фронта | гвардии капитан                           | 25.10.1912 — 22.09.1987                      | [ БС 16 ] [ ГС 57 ] [ НЛ 51 ]   |
| 183   | О́син Николай Архипович                                                                   | 23.09.1944            | артиллерия   | наводчик орудия 1646-го истребительно-противотанкового артиллерийского полка РГК в составе войск 60-й армии 1-го Украинского фронта                                                                                                   | сержант                                   | 1902 — 03.10.1944                            | [ БС 16 ] [ ГС 58 ] [ НЛ 52 ]   |
| 184   | Оси́нный Иван Иванович                                                                    | 24.03.1945            | связисты     | старший телефонист взвода связи 433-го стрелкового полка 64-й стрелковой дивизии 50-й армии 2-го Белорусского фронта | красноармеец                              | 23.12.1919 — 25.10.1979                      | [ БС 16 ] [ ГС 59 ] [ НЛ 53 ]   |
| 185   | Осипе́нко Александр Степанович                                                            | 22.02.1939            | авиация      | командир эскадрильи истребителей И-15 ВВС Испанской Республики | старший лейтенант                         | 01.06.1912 — 22.07.1991                      | ——                              |
| 186   | Осипе́нко Александр Трофимович укр. Осипенко Олександр Трохимович                         | 11.04.1940            | артиллерия   | командир батареи 301-го гаубичного артиллерийского полка РГК в составе войск 7-й армии Северо-Западного фронта | лейтенант                                 | 30.08.1914 — 27.03.1940                      | [ БС 16 ] [ ГС 61 ] [ НЛ 54 ]   |
| 187   | Осипе́нко Иван Степанович укр. Осипенко Іван Степанович                                   | 10.04.1945            | артиллерия   | командир дивизиона 436-го артиллерийского полка 112-й стрелковой дивизии 13-й армии 1-го Украинского фронта | капитан                                   | 04.07.1913 — 31.01.1945                      | [ БС 16 ] [ ГС 62 ] [ НЛ 55 ]   |
| 188   | Осипе́нко Леонид Гаврилович укр. Осипенко Леонід Гаврилович                               | 23.07.1959            | морской флот | командир атомной подводной лодки «К-3» 206-й отдельной бригады подводных лодок Северного флота | капитан 1-го ранга                        | 11.05.1920 — 14.03.1997                      | ——                              |
| 189   | Осипе́нко Пётр Дмитриевич бел. Асіпенка Пётр Дзмітрыевіч                                  | 21.12.1982            | морской флот | старший научный сотрудник специальной воинской части № 45707 Министерства обороны СССР | капитан 1-го ранга                        | 02.09.1943 — 30.04.1998                      | ——                              |
| 190   | Осипе́нко Полина Денисовна укр. Осипенко Поліна Денисівна                                 | 02.11.1938            | авиация      | второй пилота самолёта АНТ-37бис «Родина» | капитан                                   | 08.10.1907 — 11.05.1939                      | ——                              |
| 191   | О́сипов Александр Архипович                                                               | 16.10.1943            | пехота       | командир батальона 229-го стрелкового полка 8-й стрелковой дивизии 13-й армии Центрального фронта | капитан                                   | 10.09.1912 — 18.08.1963                      | [ БС 18 ] [ ГС 66 ] [ НЛ 56 ]   |
| 192   | О́сипов Александр Михайлович                                                              | 18.08.1945            | авиация      | командир эскадрильи 569-го штурмового авиационного полка 199-й штурмовой авиационной дивизии 4-го штурмового авиационного корпуса 4-й воздушной армии 2-го Белорусского фронта                                                        | капитан                                   | 15.07.1920 — 19.02.1945                      | [ БС 18 ] [ ГС 67 ] [ НЛ 57 ]   |
| 193   | О́сипов Василий Васильевич                                                                | 29.06.1945            | авиация      | заместитель командира эскадрильи 108-го авиационного полка 36-й авиационной дивизии 8-го авиационного корпуса Авиации дальнего действия                                                                                               | старший лейтенант                         | 10.11.1920 — 05.09.1989                      | [ БС 18 ] [ ГС 68 ] [ НЛ 58 ]   |
| 194   | О́сипов Василий Иванович                                                                  | 16.10.1943            | пехота       | стрелок 310-го стрелкового полка 8-й стрелковой дивизии 13-й армии Центрального фронта | красноармеец                              | 20.02.1913 — 08.03.1944                      | [ БС 19 ] [ ГС 69 ] [ НЛ 59 ]   |
| 195   | О́сипов Василий Иванович                                                                  | 04.06.1944            | танкист      | командир роты танков Т-34 38-го отдельного танкового полка 6-й гвардейской армии 2-го Прибалтийского фронта | капитан                                   | 01.05.1918 — 06.01.1944                      | [ БС 18 ] [ ГС 70 ] [ НЛ 60 ]   |
| 196   | О́сипов Василий Николаевич                                                                | 20.06.1942 13.03.1944 | авиация      | лётчик 81-го авиационного полка 50-й авиационной дивизии Авиации дальнего действия заместитель командира эскадрильи 5-го гвардейского авиационного полка 50-й авиационной дивизии 6-го авиационного корпуса Авиации дальнего действия | старший лейтенант гвардии капитан         | 30.12.1917 — 16.07.1991                      | [ БС 20 ] [ ГС 71 ] [ НЛ 61 ]   |
| 197   | О́сипов Евгений Яковлевич                                                                 | 23.10.1942            | морской флот | командир подводной лодки «Щ-406» бригады подводных лодок Балтийского флота | капитан-лейтенант                         | 25.12.1913 — 01.06.1943                      | [ БС 20 ] [ ГС 72 ] [ НЛ 62 ]   |
| 198   | О́сипов Иван Иванович                                                                     | 03.06.1944            | инженер      | командир взвода 91-го армейского инженерного батальона 47-й армии Воронежского фронта | лейтенант                                 | 10.04.1924 — 28.09.1943                      | [ БС 20 ] [ ГС 73 ] [ НЛ 63 ]   |
| 199   | О́сипов Илья Тимофеевич                                                                   | 10.01.1944            | инженер      | понтонёр 134-го отдельного моторизированного понтонно-мостового батальона 6-й понтонно-мостовой бригады РГК в составе 40-й армии Воронежского фронта                                                                                  | красноармеец                              | 1922 — январь 1944 (пропал без вести)        | [ БС 20 ] [ ГС 74 ] [ НЛ 64 ]   |
| 200   | О́сипов Кирилл Никифорович бел. Осіпаў Кірыл Нікіфаравіч                                  | 15.08.1941            | комиссар     | секретарь партийного бюро 245-го гаубичного артиллерийского полка 37-й стрелковой дивизии 19-й армии Западного фронта | старший политрук                          | 02.02.1907 — 16.08.1975                      | [ БС 20 ] [ ГС 75 ] [ НЛ 65 ]   |
| 201   | О́сипов Михаил Иванович                                                                   | 15.01.1944            | связисты     | командир отделения роты связи 37-го гвардейского стрелкового полка 12-й гвардейской стрелковой дивизии 61-й армии Центрального фронта                                                                                                 | гвардии старший сержант                   | 15.02.1914 — 11.11.1943                      | [ БС 20 ] [ ГС 76 ] [ НЛ 66 ]   |
| 202   | О́сипов Михаил Иванович                                                                   | 20.12.1943            | пехота       | командир роты 175-го гвардейского стрелкового полка 58-й гвардейской стрелковой дивизии 57-й армии 2-го Украинского фронта | гвардии лейтенант                         | 15.09.1923 — 13.03.1944                      | [ БС 20 ] [ ГС 77 ] [ НЛ 67 ]   |
| 203   | О́сипов Михаил Михайлович                                                                 | 06.06.1942            | авиация      | командир звена 8-го истребительного авиационного полка 5-й резервной авиационной группы Южного фронта | лейтенант                                 | 27.07.1918 — 26.05.1943 (пропал без вести)   | [ БС 21 ] [ ГС 78 ] [ НЛ 68 ]   |
| 204   | О́сипов Павел Дмитриевич                                                                  | 20.04.1945            | морской флот | стрелок 384-го отдельного батальона морской пехоты Одесской военно-морской базы Черноморского флота | краснофлотец                              | 1913 — 27.03.1944                            | [ БС 22 ] [ ГС 79 ] [ НЛ 69 ]   |
| 205   | О́сипов Семён Дмитриевич                                                                  | 26.04.1944            | пехота       | командир мотострелкового батальона 20-й гвардейской механизированной бригады 8-го гвардейского механизированного корпуса 1-й танковой армии 1-го Украинского фронта                                                                   | гвардии капитан                           | 30.09.1919 — 26.07.1944                      | [ БС 22 ] [ ГС 80 ] [ НЛ 70 ]   |
| 206   | О́сипов Сергей Александрович                                                              | 03.04.1942            | морской флот | командир 2-го отряда 4-го дивизиона торпедных катеров бригады торпедных катеров Балтийского флота | капитан-лейтенант                         | 03.12.1912 — 05.07.1976                      | [ БС 22 ] [ ГС 81 ] [ НЛ 71 ]   |
| 207   | О́сипова Мария Борисовна бел. Осіпава Марыя Барысаўна                                     | 29.10.1943            | партизан     | активная участница партизанской борьбы в Белоруссии, организатор и руководитель подпольной организации в оккупированном Минске | —                                         | 27.12.1908 — 05.02.1999                      | [ БС 22 ] [ ГС 82 ] [ НЛ 72 ]   |
| 208   | Оскале́нко Дмитрий Ефимович бел. Аскаленка Дзмітрый Яфімавіч                              | 14.02.1943            | авиация      | командир звена 26-го истребительного авиационного полка 7-го истребительного авиационного корпуса Ленинградской армии ПВО | старший лейтенант                         | 07.11.1920 — 26.09.1942                      | [ БС 22 ] [ ГС 83 ] [ НЛ 73 ]   |
| 209   | Ослико́вский Николай Сергеевич укр. Осликовський Микола Сергійович                        | 29.05.1945            | генерал      | командир 3-го гвардейского кавалерийского корпуса 2-го Белорусского фронта | гвардии генерал-лейтенант                 | 12.09.1900 — 08.10.1971                      | [ БС 22 ] [ ГС 84 ] [ НЛ 74 ]   |
| 210   | Осми́нин Пётр Ермолаевич                                                                  | 24.03.1945            | танкист      | механик-водитель СУ-85 1452-го самоходного артиллерийского полка 19-й танкового корпуса 43-й армии 1-го Прибалтийского фронта | гвардии старшина                          | 25.08.1917 — 07.08.1944                      | [ БС 22 ] [ ГС 85 ] [ НЛ 75 ]   |
| 211   | Оста́ев Алексей Егорович осет. Остъаты Алексей                                            | 21.03.1940            | авиация      | старший лётчик 58-го скоростного бомбардировочного авиационного полка 55-й скоростной бомбардировочный авиационной бригады ВВС 7-й армии Северо-Западного фронта                                                                      | старший лейтенант                         | 15.12.1905 — 07.01.1942                      | [ БС 23 ] [ ГС 86 ] [ НЛ 76 ]   |
| 212   | Оста́пенко Андрей Николаевич                                                              | 03.06.1944            | пехота       | автоматчик 1292-го стрелкового полка 113-й стрелковой дивизии 57-й армии 3-го Украинского фронта | красноармеец                              | 13.12.1925 — 06.06.1979                      | [ БС 24 ] [ ГС 87 ] [ НЛ 77 ]   |
| 213   | Оста́пенко Дмитрий Яковлевич укр. Остапенко Дмитро Якович                                 | 13.12.1942            | пехота       | заместитель командира отделения противотанковых ружей 10-й гвардейской стрелковой бригады 9-й армии Закавказского фронта | гвардии младший сержант                   | 24.12.1924 — 22.02.1994                      | [ БС 24 ] [ ГС 88 ] [ НЛ 78 ]   |
| 214   | Оста́пенко Иван Григорьевич                                                               | 24.03.1945            | пехота       | командир отделения 1-го стрелкового полка 99-й стрелковой дивизии 46-й армии 2-го Украинского фронта | младший сержант                           | 20.01.1914 — 06.08.1992                      | [ БС 24 ] [ ГС 89 ] [ НЛ 79 ]   |
| 215   | Оста́пенко Иван Петрович укр. Остапенко Іван Петрович                                     | 23.02.1945            | авиация      | командир эскадрильи 7-го гвардейского штурмового авиационного полка 230-й штурмовой авиационной дивизии 4-й воздушной армии 2-го Белорусского фронта                                                                                  | гвардии капитан                           | 14.10.1923 — 14.02.1964                      | [ БС 24 ] [ ГС 90 ] [ НЛ 80 ]   |
| 216   | Оста́пенко Иосиф Васильевич укр. Остапенко Йосип Васильович                               | 13.09.1944            | артиллерия   | командир миномётного взвода 859-го стрелкового полка 294-й стрелковой дивизии 52-й армии 2-го Украинского фронта | лейтенант                                 | 22.04.1918 — 19.11.1962                      | [ БС 24 ] [ ГС 91 ] [ НЛ 81 ]   |
| 217   | Оста́пенко Павел Антонович укр. Остапенко Павло Антонович                                 | 28.04.1945            | комиссар     | заместитель по политической части командира батальона 958-го стрелкового полка 299-й стрелковой дивизии 53-й армии 2-го Украинского фронта                                                                                            | капитан                                   | 07.02.1909 — 01.01.1944                      | [ БС 25 ] [ ГС 92 ] [ НЛ 82 ]   |
| 218   | Оста́пенко Пётр Максимович                                                                | 26.04.1971            | авиация      | лётчик-испытатель ОКБ имени А. И. Микояна | —                                         | 17.09.1928 — 08.04.2012                      | ——                              |
| 219   | Оста́пенко Степан Кузьмич укр. Остапенко Степан Кузьмович                                 | 22.02.1944            | артиллерия   | начальник разведки 131-го гвардейского артиллерийского полка 62-й гвардейской стрелковой дивизии 37-й армии Степного фронта | гвардии старший лейтенант                 | 28.03.1909 — 30.10.1943                      | [ БС 26 ] [ ГС 94 ] [ НЛ 83 ]   |
| 220   | Оста́пченко Николай Васильевич укр. Остапченко Микола Васильович                          | 24.03.1945            | пехота       | командир отделения взвода разведки 117-го гвардейского стрелкового полка 39-й гвардейской стрелковой дивизии 8-й гвардейской армии 1-го Белорусского фронта                                                                           | гвардии старший сержант                   | 1923 — 05.09.1944                            | [ БС 26 ] [ ГС 95 ] [ НЛ 84 ]   |
| 221   | Осташе́нко Фёдор Афанасьевич бел. Асташэнка Фёдар Апанасавіч                              | 28.04.1945            | генерал      | командир 57-го стрелкового корпуса 53-й армии 2-го Украинского фронта | гвардии генерал-майор                     | 19.06.1896 — 27.10.1976                      | [ БС 26 ] [ ГС 96 ] [ НЛ 85 ]   |
| 222   | Оста́щенко Сергей Михайлович                                                              | 26.10.1943            | артиллерия   | наводчик орудия 1844-го истребительно-противотанкового артиллерийского полка 30-й истребительно-противотанковой артиллерийской бригады РГК в составе 7-й гвардейской армии Степного фронта                                            | младший сержант                           | 25.09.1924 — 22.11.2012                      | [ БС 26 ] [ ГС 97 ] [ НЛ 86 ]   |
| 223   | Остре́кин Михаил Емельянович                                                              | 06.12.1949            | учёные       | начальник отделения геофизики Арктики Арктического научно-исследовательского института Главного управления Северного морского пути при Совете министров СССР                                                                          | —                                         | 05.06.1904 — 13.03.1977                      | ——                              |
| 224   | Острове́рхов Иван Григорьевич укр. Островерхов Іван Григорович                            | 13.09.1944            | пехота       | командир батальона 15-й мотострелковой бригады 16-го танкового корпуса 2-й танковой армии 2-го Украинского фронта | майор                                     | 04.05.1919 — 09.06.1944                      | [ БС 26 ] [ ГС 99 ] [ НЛ 87 ]   |
| 225   | Остряко́в Николай Алексеевич                                                              | 14.06.1942            | генерал      | командующий ВВС Черноморского флота | генерал-майор авиации                     | 17.05.1911 — 24.04.1942                      | [ БС 27 ] [ ГС 100 ] [ НЛ 88 ]  |
| 226   | Осы́ка Демьян Васильевич укр. Осика Дем'ян Васильович                                     | 22.07.1944            | авиация      | помощник по лётной подготовке командира 46-го штурмового авиационного полка 14-й смешанной авиационной дивизии ВВС Северного флота | капитан                                   | 01.11.1915 — 21.08.1988                      | [ БС 28 ] [ ГС 101 ] [ НЛ 89 ]  |
| 227   | О́ськин Александр Петрович                                                                | 23.09.1944            | танкист      | командир танка Т-34 53-й гвардейской танковой бригады 6-го гвардейского танкового корпуса 3-й гвардейской танковой армии 1-го Украинского фронта                                                                                      | гвардии младший лейтенант                 | 07.04.1920 — 21.02.2010                      | [ БС 28 ] [ ГС 102 ] [ НЛ 90 ]  |
| 228   | О́ськин Дмитрий Павлович                                                                  | 13.11.1951            | авиация      | командир 523-го истребительного авиационного полка 303-й истребительной авиационной дивизии 64-го истребительного авиационного корпуса                                                                                                | майор                                     | 25.10.1919 — 25.01.2004                      | ——                              |
| 229   | Ося́гин Захар Маркелович                                                                  | 24.03.1945            | артиллерия   | разведчик-наблюдатель 560-го артиллерийского полка 319-й стрелковой дивизии 22-й армии 2-го Прибалтийского фронта | сержант                                   | 29.08.1914 — 23.08.1944                      | [ БС 28 ] [ ГС 104 ] [ НЛ 91 ]  |
| 230   | Отма́хов Иван Григорьевич                                                                 | 29.06.1945            | пехота       | заместитель командира батальона 342-го стрелкового полка 136-й стрелковой дивизии 70-й армии 2-го Белорусского фронта | лейтенант                                 | 31.10.1923 — 23.04.1945                      | [ БС 28 ] [ ГС 105 ] [ НЛ 92 ]  |
| 231   | Оторба́ев Асанбек кирг. Оторбаев Асанбек                                                  | 10.04.1945            | пехота       | пулемётчик 296-го стрелкового полка 13-й стрелковой дивизии 59-й армии 1-го Украинского фронта | младший сержант                           | 1925 — 31.01.1945                            | [ БС 28 ] [ ГС 106 ] [ НЛ 93 ]  |
| 232   | Отро́шко Пётр Константинович укр. Отрошко Петро Костянтинович                             | 24.03.1945            | пехота       | командир пулемётного расчёта 132-го гвардейского стрелкового полка 42-й гвардейской стрелковой дивизии 40-й армии 2-го Украинского фронта                                                                                             | гвардии сержант                           | 1904 — 04.06.1966                            | [ БС 28 ] [ ГС 107 ] [ НЛ 94 ]  |
| 233   | Отставно́в Алексей Иванович                                                               | 26.10.1943            | пехота       | командир взвода 77-й гвардейской отдельной разведывательной роты 73-й гвардейской стрелковой дивизии 7-й гвардейской армии Степного фронта                                                                                            | младший лейтенант                         | 18.10.1905 — 09.02.1979                      | [ БС 29 ] [ ГС 108 ] [ НЛ 95 ]  |
| 234   | Оха́й Григорий Ульянович укр. Охай Григорій Ульянович                                     | 13.11.1951            | авиация      | помощник по тактике воздушного боя и воздушной стрельбы командира 523-го истребительного авиационного полка 303-й истребительной авиационной дивизии 64-го истребительного авиационного корпуса                                       | капитан                                   | 05.01.1917 — 08.02.2002                      | ——                              |
| 235   | Охло́пков Фёдор Матвеевич якут. Охлопков Фёдор Матвеевич                                  | 06.05.1965            | пехота       | снайпер 259-го стрелкового полка 179-й стрелковой дивизии 43-й армии 1-го Прибалтийского фронта | сержант                                   | 03.03.1908 — 28.05.1968                      | [ БС 30 ] [ ГС 110 ] [ НЛ 96 ]  |
| 236   | О́хман Николай Петрович                                                                   | 06.04.1945            | танкист      | командир 34-й гвардейской мотострелковой бригады 12-го гвардейского танкового корпуса 2-й гвардейской танковой армии 1-го Белорусского фронта                                                                                         | гвардии полковник                         | 22.12.1908 — 03.06.1977                      | [ БС 30 ] [ ГС 111 ] [ НЛ 97 ]  |
| 237   | Охриме́нко Николай Иосифович укр. Охріменко Микола Йосипович                              | 13.11.1943            | пехота       | командир пулемётного расчёта пулемётной роты 465-го стрелкового полка 167-й стрелковой дивизии 38-й армии Воронежского фронта | сержант                                   | 19.12.1918 — 28.01.1978                      | [ БС 30 ] [ ГС 112 ] [ НЛ 98 ]  |
| 238   | Оци́мик Константин Владимирович                                                           | 27.06.1945            | артиллерия   | командир батареи 641-го армейского истребительно-противотанкового артиллерийского полка 21-й армии 1-го Украинского фронта | старший лейтенант                         | 07.01.1919 — 21.06.1963                      | [ БС 30 ] [ ГС 113 ] [ НЛ 99 ]  |
| 239   | Очеле́нко Владимир Николаевич (Очаленко Владимир Николаевич)                              | 20.04.1945            | морской флот | командир отделения автоматчиков 384-го отдельного батальона морской пехоты Одесской военно-морской базы Черноморского флота | младший сержант                           | 10.12.1922 — 27.03.1944                      | [ БС 30 ] [ ГС 114 ] [ НЛ 100 ] |
| 240   | Очере́т Михаил Иосифович                                                                  | 31.05.1945            | пехота       | стрелок 990-го стрелкового полка 230-й стрелковой дивизии 5-й ударной армии 1-го Белорусского фронта | ефрейтор                                  | 09.04.1926 — 08.02.1945                      | [ БС 30 ] [ ГС 115 ] [ НЛ 101 ] |
| 241   | Очере́тько Иван Данилович укр. Очеретько Іван Данилович                                   | 29.10.1943            | пехота       | командир роты 615-го стрелкового полка 167-й стрелковой дивизии 38-й армии Воронежского фронта | старший лейтенант                         | 15.09.1908 — 01.02.1989                      | [ БС 31 ] [ ГС 116 ] [ НЛ 102 ] |
| 242   | Очи́ров Валерий Николаевич                                                                | 21.02.1985            | авиация      | командир эскадрильи 335-го отдельного боевого вертолётного полка ВВС 40-й армии ограниченного контингента советских войск в Афганистане                                                                                               | подполковник                              | род. 22.03.1951                              | ——                              |
| 243   | Ошка́лнс Отомар Петрович латыш. Oškalns Otomārs Aleksandrs                                | 28.06.1945            | партизан     | активный участник партизанской борьбы в Латвии, член Оперативной группы Центрального Комитета КП(б) Латвийской ССР, командир 3-й Латвийской партизанской бригады                                                                      | —                                         | 12.04.1904 — 01.09.1947                      | ——                              |
| 244   | Ошма́рин Иван Константинович                                                              | 16.10.1943            | артиллерия   | командир орудия 148-го истребительно-противотанкого дивизиона 73-й стрелковой дивизии 48-й армии Центрального фронта | старший сержант                           | 06.01.1920 — 24.07.1943                      | [ БС 32 ] [ ГС 119 ] [ НЛ 103 ] |
| 245   | Още́пков Андрей Иванович                                                                  | 10.03.1944            | пехота       | командир отделения мотострелкового батальона 10-й гвардейской механизированной бригады 5-го гвардейского механизированного корпуса 5-й гвардейской танковой армии Степного фронта                                                     | гвардии старший сержант                   | 27.12.1922 — 24.08.1943                      | [ БС 32 ] [ ГС 120 ] [ НЛ 104 ] |

| Навигационная таблица | Навигационная таблица              |
| --------------------- | ---------------------------------- |
| «О»                   | Обедняк Николай — Опалев Александр |
| «О»                   | Опалев Алексей — Ощепков Андрей    |